# Koichi Hashiratani
Koichi Hashiratani (柱谷 幸一, Hashiratani Koichi, Kyoto, 1 maart 1961) is een Japans voormalig voetballer die als aanvaller speelde.

## Clubcarrière
In 1979 ging Hashiratani naar de Kokushikan University, waar hij in het schoolteam voetbalde. Nadat hij in 1983 afstudeerde, ging Hashiratani spelen voor Nissan Motors. Met deze club werd hij in 1988/89 en 1989/90 kampioen van Japan. Hashiratani veroverde er in 1983, 1985, 1988, 1989 en 1991 de Beker van de keizer en in 1988, 1989 en 1990 de JSL Cup. In 9 jaar speelde hij er 140 competitiewedstrijden en scoorde 52 goals. Hashiratani speelde tussen 1992 en 1996 voor Urawa Red Diamonds en Kashiwa Reysol. Hashiratani beëindigde zijn spelersloopbaan in 1996.

## Japans voetbalelftal
Koichi Hashiratani debuteerde in 1981 in het Japans nationaal elftal en speelde 29 interlands, waarin hij 3 keer scoorde.

## Statistieken

### J.League
| Seizoen | Club           | Competitie | J.League | J.League | J.League Cup | J.League Cup | Totaal | Totaal |
| Seizoen | Club           | Competitie | Wed.     | Dlp.     | Wed.         | Dlp.         | Wed.   | Dlp.   |
| ------- | -------------- | ---------- | -------- | -------- | ------------ | ------------ | ------ | ------ |
| 1992    | Urawa Reds     | J1 League  | -        | -        | 8            | 6            | 8      | 6      |
| 1993    | Urawa Reds     | J1 League  | 18       | 2        | 3            | 0            | 21     | 2      |
| 1994    | Urawa Reds     | J1 League  | 7        | 0        | 0            | 0            | 7      | 0      |
| 1995    | Kashiwa Reysol | J1 League  | 31       | 4        | -            | -            | 31     | 4      |
| 1996    | Kashiwa Reysol | J1 League  | 25       | 2        | 13           | 1            | 38     | 3      |
| Totaal  | Totaal         | Totaal     | 81       | 8        | 24           | 7            | 105    | 15     |

### Interland
| Japans voetbalelftal | Japans voetbalelftal | Japans voetbalelftal |
| Jaar                 | Wed.                 | Dlp.                 |
| -------------------- | -------------------- | -------------------- |
| 1981                 | 9                    | 0                    |
| 1982                 | 3                    | 0                    |
| 1983                 | 1                    | 0                    |
| 1984                 | 5                    | 1                    |
| 1985                 | 9                    | 2                    |
| 1986                 | 2                    | 0                    |
| Totaal               | 29                   | 3                    |